# Municipio de Jadis
El municipio de Jadis (en inglés: Jadis Township) es un municipio ubicado en el condado de Roseau en el estado estadounidense de Minnesota. En el año 2010 tenía una población de 568 habitantes y una densidad poblacional de 4,44 personas por km².

## Geografía
El municipio de Jadis se encuentra ubicado en las coordenadas 48°52′8″N 95°48′24″O / 48.86889, -95.80667. Según la Oficina del Censo de los Estados Unidos, el municipio tiene una superficie total de 128.04 km², de la cual 128,04 km² corresponden a tierra firme y (0 %) 0 km² es agua.

## Demografía
Según el censo de 2010, había 568 personas residiendo en el municipio de Jadis. La densidad de población era de 4,44 hab./km². De los 568 habitantes, el municipio de Jadis estaba compuesto por el 98,94 % blancos, el 0,18 % eran asiáticos y el 0,88 % eran de una mezcla de razas. Del total de la población el 0,53 % eran hispanos o latinos de cualquier raza.